# Khensit
Nella mitologia egizia, Khensit (scritta anche come Chensit), letteralmente il suo nome fa riferimento a "placenta", era la dea legata alle corone e al fuoco, protettrice del ventesimo nomo del Basso Egitto. Oltre a ciò era anche la moglie di Sopdu e figlia di Ra, veniva generalmente raffigurata come un ureo.